# Haakon I de Noruega
Haakon I, apodado el Bueno, en nórdico antiguo: Hákon inn góði Aðalsteinsfóstri Haraldsson; en noruego: Håkon Adalsteinsfostre, Håkon den gode (c. 920-961). Rey de Noruega aproximadamente desde 933 hasta su muerte. Era el hijo menor de Harald I y de la sirvienta de este, Tora Mosterstong.
Haakon fue educado en Inglaterra bajo la protección del rey Athelstan, como parte de un acuerdo de paz entre este monarca y el rey Harald I de Noruega, padre de Haakon.
Cuando tenía alrededor de 20 años de edad, Haakon regresó a Noruega, poco tiempo después de la muerte de su padre el rey Harald, con buques y guerreros aportados por el rey inglés. El hermano de Haakon, Erico Hacha Sangrienta, se había coronado como el sucesor. No se sabe a ciencia cierta si Haakon regresó a su país por propia iniciativa o fue llamado por los opositores de Erik. A la llegada de Haakon, este recibió el apoyo de varios terratenientes del país, y Erik tuvo que escapar rumbo a las Islas Británicas, donde encontraría un trágico final.
Una vez eliminado Erik de la escena, Haakon pudo coronarse rey de Noruega. Entre sus primeras acciones estuvo el restablecimiento de varios acuerdos fiscales con los jarls de algunas provincias, acuerdos que databan del reinado de Harald I.
Varias sagas dan cuenta de que Haakon intentó propagar el cristianismo por Noruega y que construyó varios templos, pero su empresa no tendría éxito.
Tuvo que luchar en el interior para afianzar su poder frente a sus adversarios, y de modo paralelo sostuvo una cruenta guerra con el rey de Dinamarca, Harald Blåtand, que apoyaba a los hijos de Erik Hacha Sangrienta en sus pretensiones al trono noruego.
Después de la muerte de Haakon, Harald Greycloak, el hijo superviviente de Eric Hacha Sangrienta, ascendió al trono como el Rey Harald II, aunque tenía poca autoridad fuera del oeste de Noruega. Posteriormente, los noruegos fueron atormentados por años de guerra. En 970, el rey Harald fue engañado para viajar a Dinamarca y murió en un complot planeado por Haakon Sigurdsson, que se había convertido en un aliado del rey Harald Bluetooth.

## La invasión danesa
Los sobrinos de Haakon eran hijos de Erik y Gunhild, una princesa danesa hermana del rey Harald Blåtand. Tras el derrocamiento de Erik, tanto Gunhild como sus hijos se habían establecido en Dinamarca, y al crecer, los jóvenes reclamaron para sí el trono noruego. Por su parte, el rey de Dinamarca aprovechó la coyuntura para adueñarse de las rutas comerciales noruegas, y optó por apoyar militarmente a sus sobrinos.
En la primera invasión, Haakon contaba con el importante apoyo de militares de Trøndelag, y en la batalla de Avaldsnes logró derrotar a los hijos de Erik, con el saldo de la muerte de Guttorm Eiriksson.
Un par de años después, los hijos de Erik organizaron una nueva expedición militar con un poderoso ejército danés, con el objetivo de desembarcar en Møre. Aunque los daneses eran superiores en número, Haakon pudo vencerlos en la batalla de Rastarkalv en Frei, cerca de la actual ciudad de Kristiansund.
La tercera y última invasión de los hijos de Erik fue en 960 o 961. En la batalla de Fitjar, en Sunnhordland (provincia de Hordaland), se enfrentaron ambos ejércitos de manera dramática, pero el rey Haakon pudo alzarse con la victoria también en esta ocasión, poniendo a los daneses en retirada. Sin embargo, el rey noruego fue herido en la espalda por una flecha. La herida, bastante profunda, le ocasionó una hemorragia y murió durante el viaje hacia su residencia.

## Reformas
La figura de Haakon I se encuentra relacionada particularmente con dos grandes reformas de la organización del reino, el leidang y el gulating, que resultaron en una colaboración más formal entre el rey y la población.
El reinado de Harald I tenía, según las sagas, la característica de un aparato de poder militar. El rey mantenía un hird (séquito de guardias personales) de gran tamaño, lo que implicaba el cobro de un impuesto (veitsle) correspondiente a los campesinos. Aquel que se negaba a pagar era despojado de sus tierras y obligado a exiliarse del país, y su propiedad era embargada por el rey, quien a su vez decidía cederla a alguno de sus hombres fieles, haciendo a un lado el odelsrett, el derecho que tenían los familiares del antiguo dueño para comprar la propiedad. Haakon tomó el poder en otras circunstancias, pues el inicio de su gobierno se caracterizó por la concordia con los campesinos. Logró instaurar la paz y brindar seguridad al campesinado. El aparato militar que necesitaba - más que un simple cuerpo de guardaespaldas- debía enfrentar el peligro de las invasiones extranjeras, en especial danesas. Haakon y los campesinos lograron crear un sistema de defensa bastante organizado del leidang (la versión vikinga de una leva), en el que se dividió el sistema de defensa en unidades geográficas, cada una con su propio barco de guerra, armas y provisiones. Probablemente esa organización reflejaba la instrucción militar que Haakon había obtenido con el rey Athelstan.
En el campo del derecho y la legislación, Haakon creó una organización local de asambleas y tribunales (gulating) que pudieran encargarse de la administración de la justicia en amplias zonas geográficas. Snorri Sturluson escribió que Haakon impuso el gulating con el asesoramiento de Torleiv Spake.

## Hákonar saga góðaenHeimskringla
Hákonar saga góða es uno de los relatos de Heimskringla sobre los reyes noruegos. A la edad de 80 años, el rey Harald I lega todo el poder de Noruega en manos de su hijo Eirík Hacha Sangrienta. No obstante, el hijo más joven de Harald, Hákon, toma el trono y Eiríkr escapa del país. Hákon gobernó bien durante 26 años y fue apodado el Bueno. Como epílogo de la saga, Snorri Sturluson incluye el poema Hákonarmál de Eyvindr Finnsson, uno de los mejores poemas escáldicos. A destacar los detalles de los ceremoniales paganos (blót).